# Похитонов Іван Павлович
Іван Павлович Похитонов (27 січня (8 лютого) 1850, Мотроно-Андріївка — 23 грудня 1923, Льєж) — український художник, майстер пейзажу, живописець та графік. Не отримав систематичної художньої освіти.

## Біографія

### Дитинство та юність
Народився 27 січня [8 лютого] 1850 року на хуторі Мотроно-Андріївка Татарівської волості Єлисаветградського повіту Херсонської губернії Російської імперії (поблизу нинішнього села Новопавлівка Новоукраїнського району Кіровоградської області) у родині українця Павла Даниловича Похитонова, військового, що отримав дворянський титул, та сербки Варвари Бєліч.
Родина Похитонових мала 504 десятини землі у Татарівській волості. Павло Данилович Похитонов був дійсним членом Херсонського губернського статистичного комітету, заснував та опікувався земською школою у с. Татарівка (нині с. Комишувате Новоукраїнського району), був почесним мировим суддею Єлизаветградського повіту. Про матір І. П. Похитонова відомо мало.
Хист до малювання Іван Похитонов мав іще з дитинства. У 7 років хлопчик подарував матері власноруч виконану копію голландської гравюри зі сценою полювання.
Початкову освіту майбутній художник отримав у Єлизаветградському чоловічому пансіоні Губерта Гумберта, який було відкрито на ступені прогімназії у 1860 р. На ті часи пансіон був найкращим освітнім закладом міста. Разом із Похитоновим тут навчалося іще 15 учнів, яким викладали 4 педагоги.

Юний Іван Похитонов із сестрою, 1860 р.

Судячи з ряду навчальних закладів, які згодом відвідував, але так і не закінчив (окрім реальної гімназії у Миколаєві) юний Похитонов, зрозуміло, що він довго не міг визначитися із покликанням.
У 1868 р. Іван Похитонов вступив до Петровсько-Розумівської сільськогосподарської академії у Москві. На ті часи вона була одним із передових навчальних закладів Російської імперії. Велика кількість студентів академії мала революційні погляди. Окрім офіційної бібліотеки, вони користувалися нелегальною, читаючи заборонені твори. Влітку виїздили на практику у маєтки багатих землевласників, а восени виступали із промовами про скрутне становище селян. Одним із провідних «революціонерів» навчального закладу був С. Нечаєв, який таємно співпрацював із правоохоронними органами. Він створив мережу законспірованих гуртків, зібравши навколо себе близько 400 чоловік. Студент Іванов дізнався про подвійну гру «учителя», за що Нечаєв убив його і звинуватив у зрадництві та шпигунстві. Ця подія спонукала Федора Достоєвського до створення роману «Біси».
Під час судового процесу над організацією революційних гуртків було заарештовано 310 осіб. Іван Похитонов не був членом головного гуртка, тому уникнув суворішого покарання. Проте, його відрахували з другого курсу академії та відправили на заслання до Мотронівки під нагляд батька і поліції. Уже наступного року, в 1871 р., Похитонову було дозволено вступити до Імператорського Новоросійського університету в Одесі на факультет природничих наук, де він захопився орнітологією та зоологією. Іван Павлович відвідував лекції професора Іллі Мечникова, з яким згодом подружився і підтримував стосунки усе життя. Не провчившись в університеті і двох років, у 1871 р. Іван Похитонов за наполяганням батьків повертається у Мотронівку, щоб управляти маєтком.

### Творчість
Паралельно із навчанням у Новоросійському університеті Похитонов займався малюнком та аквареллю.
У 1871 р. Іван Павлович із матір'ю та сестрою побував у Європі, де вперше взяв участь у художній виставці у Женеві. Там його акварельні пейзажі мали успіх. У 1876 р. він переїхав до Італії, а у 1877 році поселився у Парижі, де цілком присвятив себе мистецтву. Увійшов до складу паризького Товариства взаємодопомоги художників, зблизився із В. Д. Полєновим, М. М. Антокольським, В. В. Стасовим, а також із французькими живописцями Е. Мейссоньє та Ж. Бастьєн-Лепажем. Деякий час вдосконалював свою майстерність у студії Е. Кар'єра.
У 1881 р. Похитонов отримав державне замовлення із Росії на дев'ять панно, що зображали місця боїв російських військ у Болгарії у 1877 — 1878 рр. У 1904 р. за цю роботу його обрали дійсним членом Імператорської академії мистецтв з батального живопису.
Феномен Івана Павловича Похитонова полягає у тому, що не маючи художньої освіти, він досяг вершин майстерності, перевершивши у володінні ремеслом багатьох живописців із академічним досвідом. З цього приводу французький мистецтвознавець Еміль Вітмійор писав:
|  | Після міжнародної виставки в галереї Петі 1882 року майстри мистецтв всіх країн з почестями прийняли у своє коло 32-річного Похитонова, вважаючи, що він гідний бути поруч з ними, визнаними митцями. |

Із 1876 р. художник регулярно експонував свої роботи у паризьких салонах. Критики ставилися до нього прихильно, і він швидко заробив репутацію першокласного пейзажиста. Твори Похитонова користувалися величезним попитом на художньому ринку. Павло Третьяков придбав понад двадцять робіт художника.

Автограф листа Івана Похитонова Павлу Третьякову від 30 серпня 1896 р.

Ілля Рєпін, відвідавши виставку Івана Похитонова у Парижі, сказав про його роботи:
|  | Скільки блиску, свіжості, яка витримка малюнка… |

Основну частину творчого спадку художника складають мініатюрні пейзажі, виконані тоненькою щіточкою на дощечках червоного чи лимонного дерева, які він ґрунтував рибною кісткою для ідеальної гладкості. Інколи для написання картин він навіть використовував лупу. Працював Іван Павлович в основному на пленері. У творах Похитонова відчутний вплив барбізонців та імпресіоністів у ретельно прописаних деталях картин та майже непомітних переходах кольору.
Із 1893 р. митець постійно жив у Бельгії, у передмісті Льєжа Брессау. Багато подорожував Францією, Італією, Росією. У 1895 р. його прийняли до Товариства пересувних художніх виставок. У 1900 р. отримав срібну медаль від Салону мистецтв у Парижі.
У 1901 р. Похитонов придбав садибу Жабовщина у Мінській губернії, де жив і працював декілька років. У 1906 р. повернувся у Бельгію. У 1913 р. художник приїхав до Петербурга, де залишався до 1917 р. через Першу світову війну. У 1917 р. поїхав на Кубань, жив у Єкатеринодарі та Гарячому Ключі. У 1919 р. знову повернувся до Бельгії. У 1922 р. провів велику персональну виставку у Льєжі, а через рік — у Антверпені. В останні роки життя художник не мав змоги активно працювати через погіршення зору.
Іван Похитонов помер 23 грудня 1923 р. у Льєжі (за іншими даними — у Брюсселі). Могила його знаходиться у Льєжі.
У 1925 р. у Льєжі відбулася його меморіальна виставка.

### Особисте життя
Особисте життя Івана Павловича Похитонова було складним. Зі своєю першою дружиною Матильдою Вульферт він познайомився у 1879 р. в Парижі, де вона вивчала медицину. Матильда мала різкий і незалежний характер, була активісткою феміністського руху. Згодом вона стала доктором медицини, відомою лікаркою-гігієністкою. Через десять років спільного життя подружжя розлучилося. Натомість митець пов'язав своє життя із молодшою сестрою Матильди Євгенією Вульферт, яка народила сина Бориса. Проте шлюб цей вважався незаконним, тому син Похитонова носив прізвище матері.

## Галерея

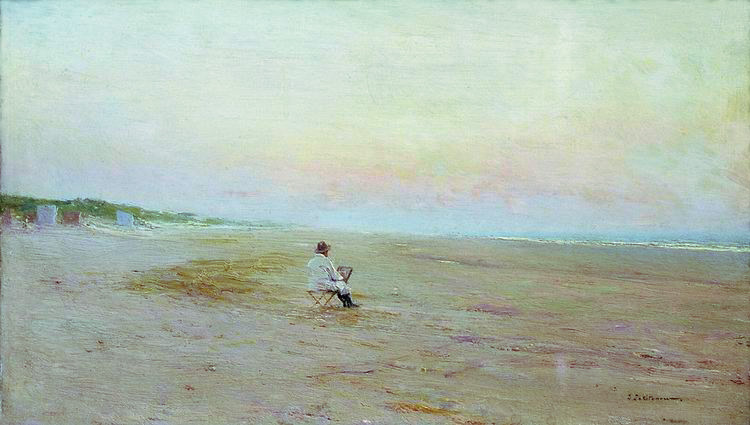
Художник на березі моря
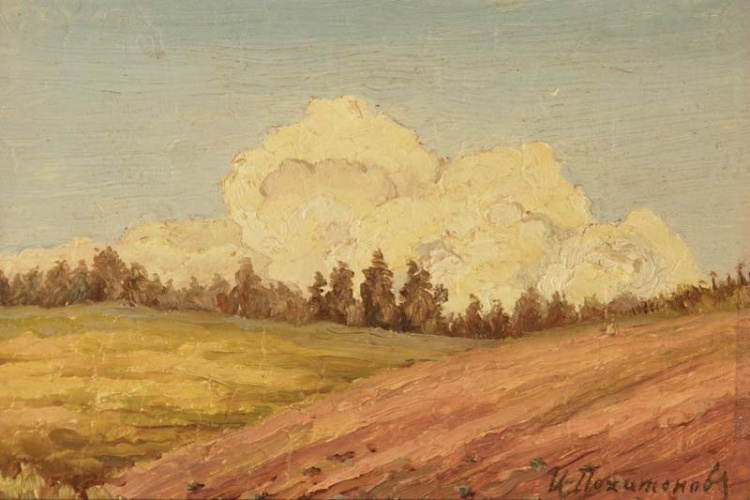
Літній пейзаж
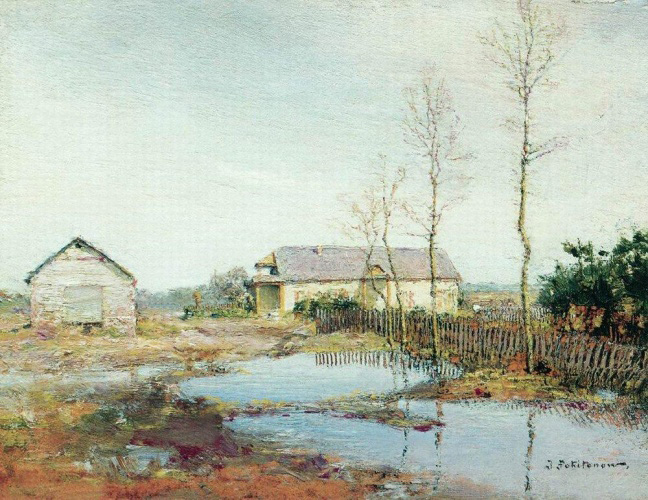
Весняний день
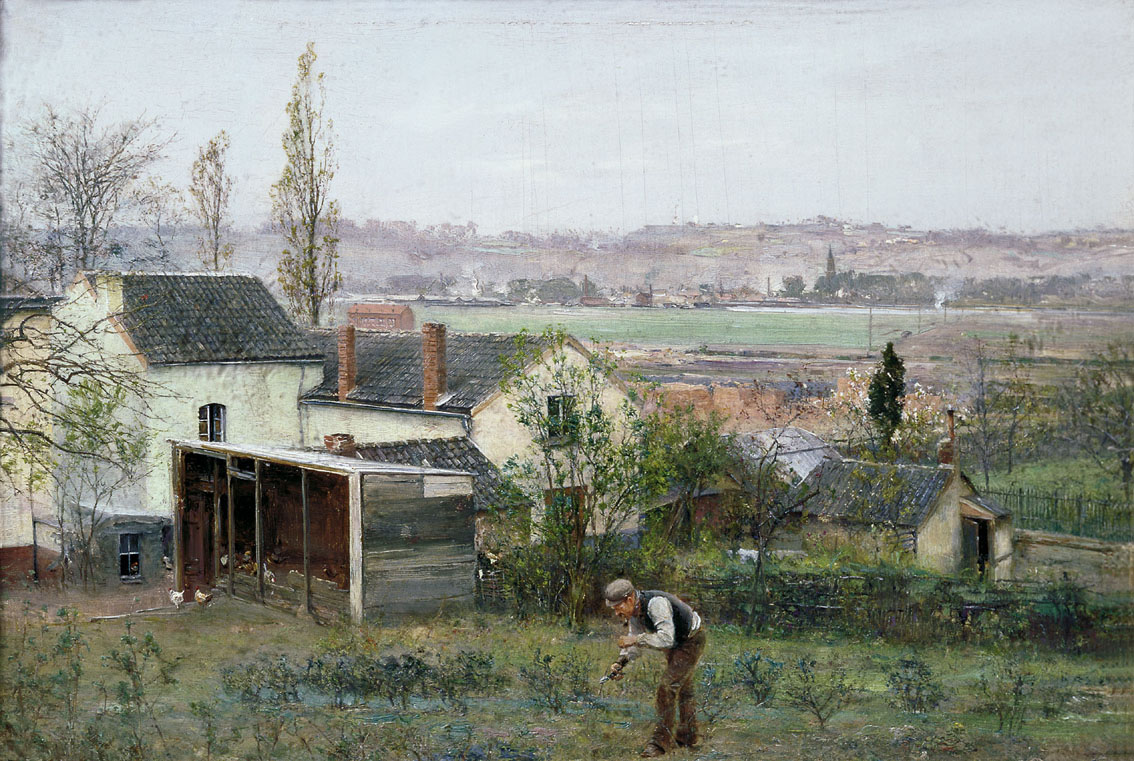
Садівник
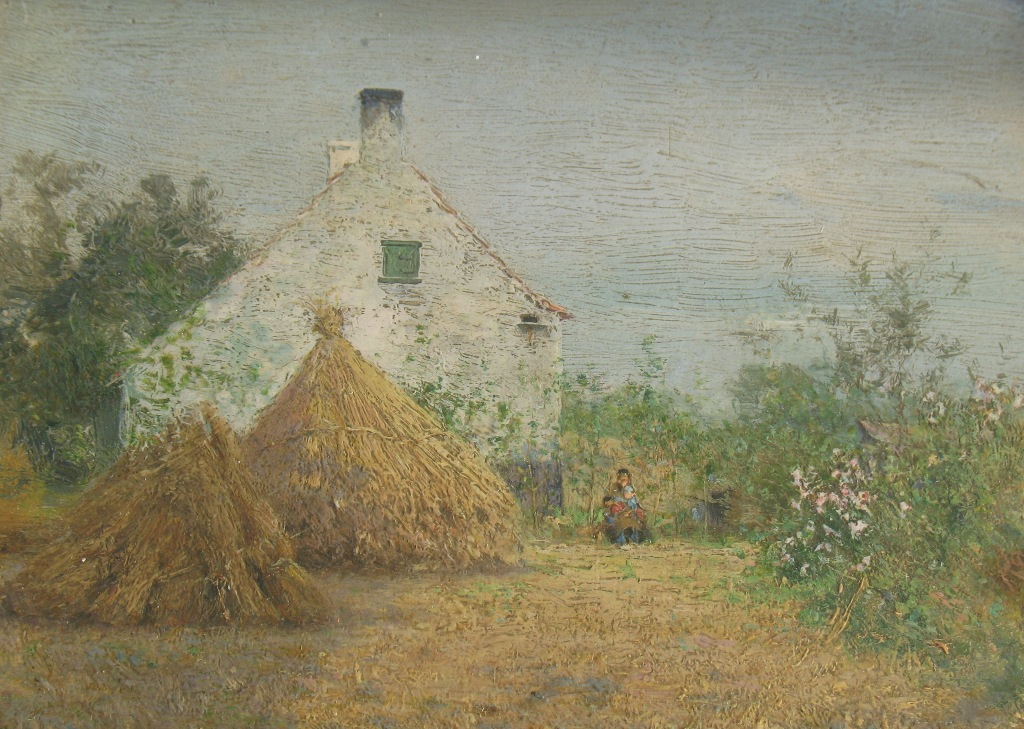
Пейзаж. Бельгія
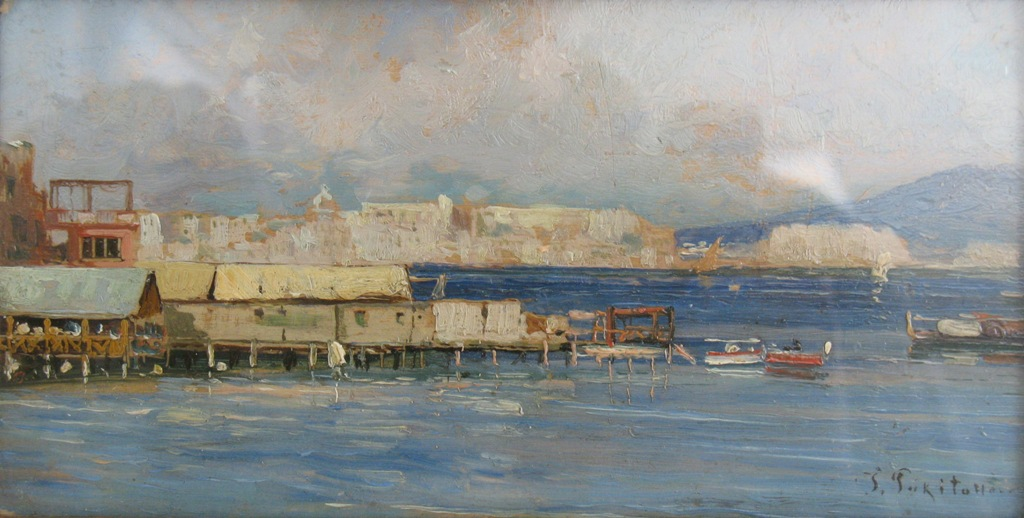
Купальня у Франції
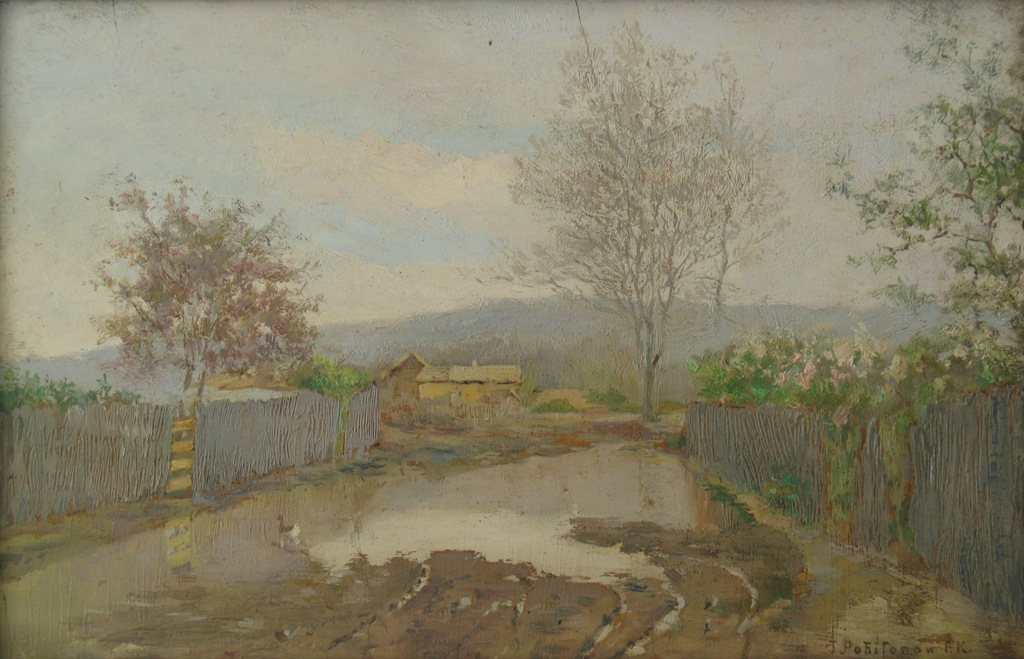
Гаряче джерело
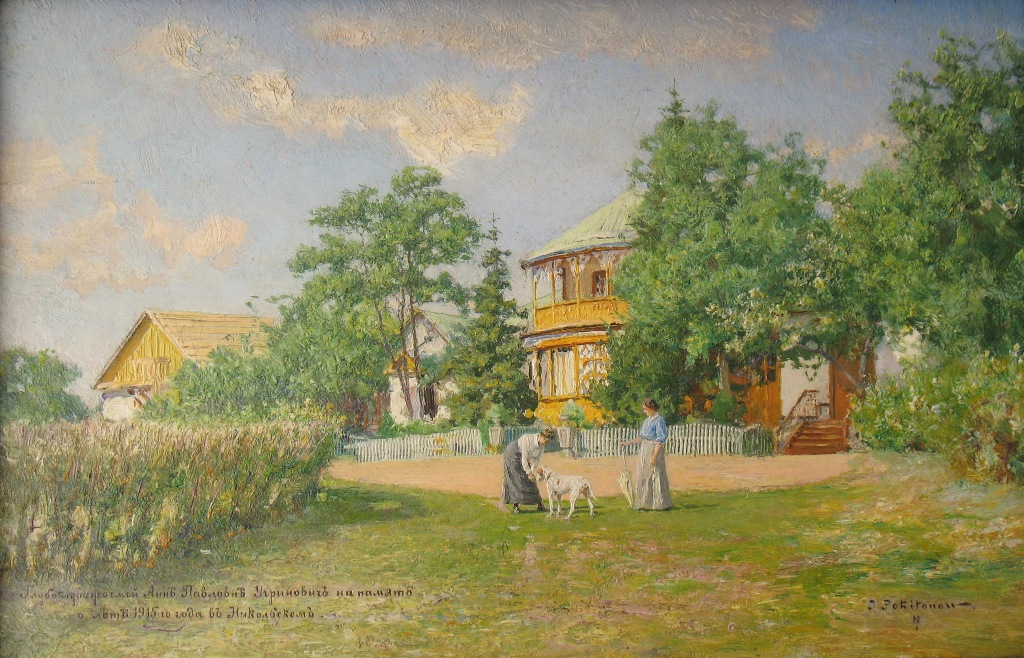
Старий будинок у Никольському
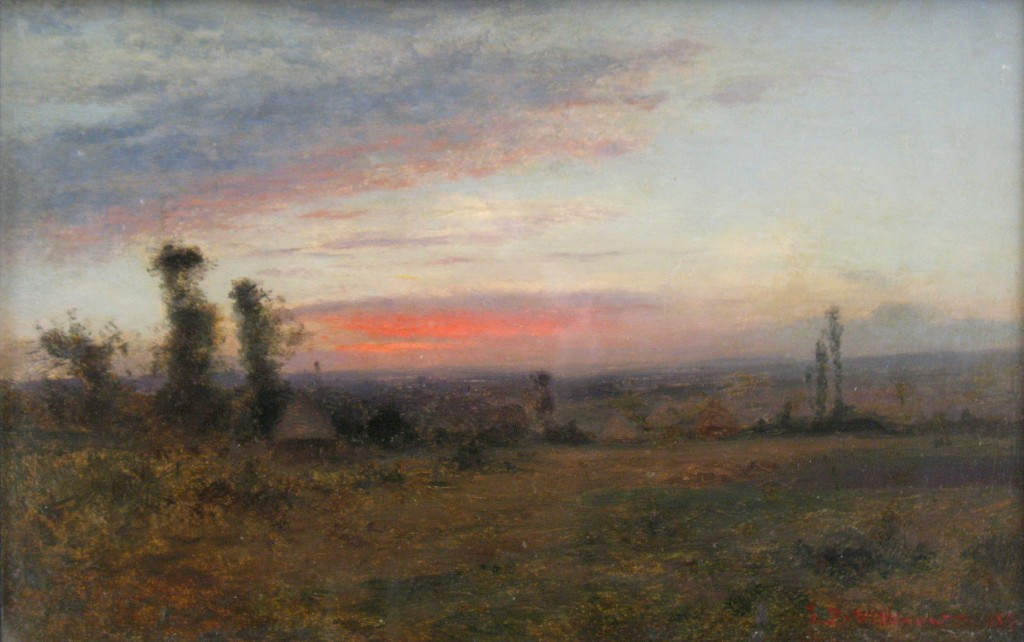
Вечір в Україні
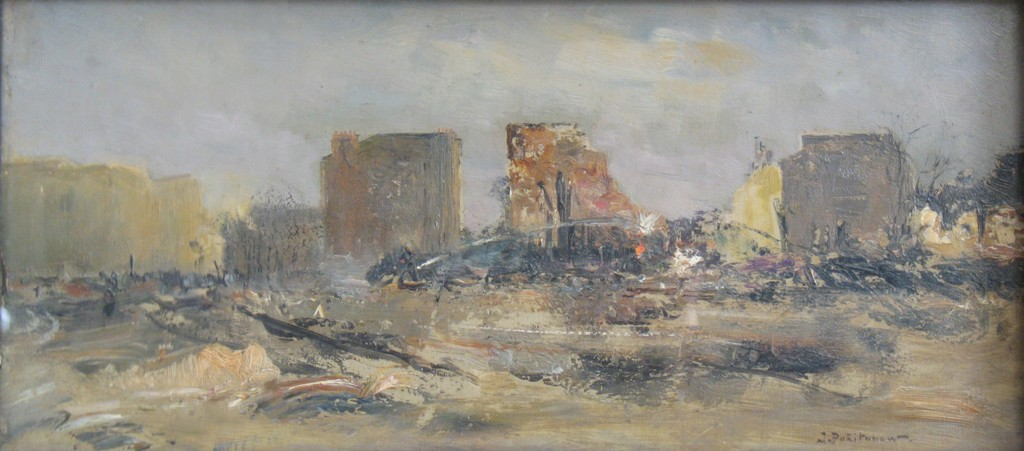
Згарище. Околиці Парижа
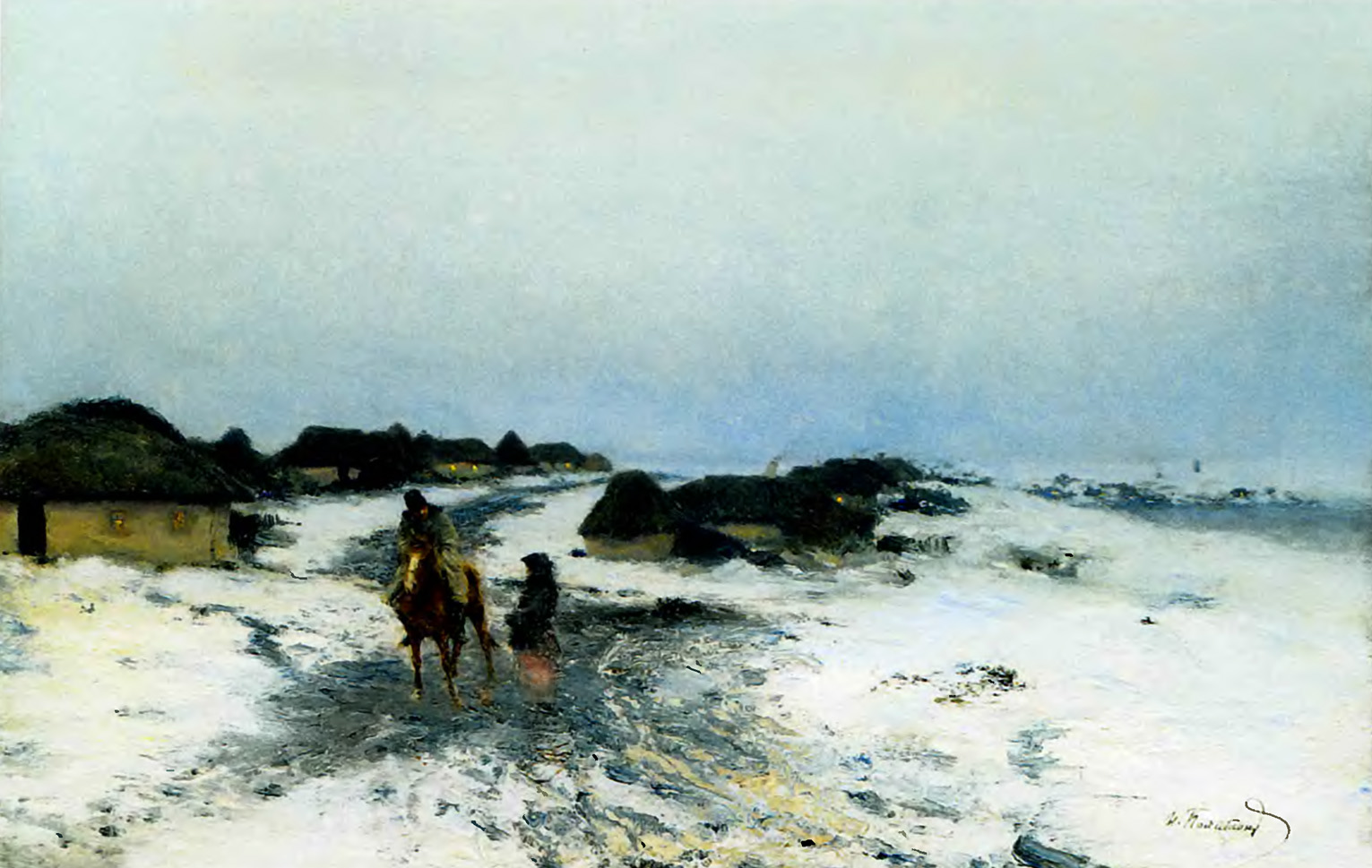
Зимові сутінки в Україні